# Gorzów Wielkopolski
Gorzów Wielkopolski (njemački:Landsberg an der Warthe) je grad u Lubuskom vojvodstvu u Poljskoj. 

## Zemljopis
Grad se nalazi na obali rijeke Warte na nadmorskoj vidini od 19 do 82 metara. Nalazi se 53 km od granice s Njemačkom i oko 135 km od glavnog grada Berlina. Od glavnog grada Poljske Varšave udaljen je 448 km, a sjedište lokalne samouprave Zielone Góre 112 km.
Grad je točka na cesti europski pravac E65 (E65) od Malmöa u Švedskoj kroz gradove Ystad , Świnoujście , Szczecin , Zielona Góra , Prag , Brno , Bratislava , Jegersek , Zagreb , Rijeka , Split , Neum , Dubrovnik , Podgorica , Priština , Skoplje , Korint , Tripoli  prema gradu Haniji u Grčkoj.

## Povijest
Do sredine 13. stoljeća, u zemljištu gdje se susreću rijeke Kłodawka i Warta je mjesto obrambene utvrde osnovana od strane poljske dinastije Pjastovića.

## Stanovništvo
Prema popisu iz 2009. godine grad ima 125.383 stanovnika. 

### Demografija
Kretaje broja stanovnika:

## Galerija
- Muzej
- Chrobrego Ulica
- Ulica Hawelańska
- Park 111 shopping centar
- Wiosny Ludow Park
- Staromiejski most
- Crkveni toranj
- Gradski autobus

## Vanjske poveznice
- Službena stranica grada